# 日本司法書士政治連盟
日本司法書士政治連盟（にほんしほうしょしせいじれんめい）は、日本司法書士会連合会と連携した司法書士の政治団体。

## 定義
司法書士制度発展のための政治活動を行い、もって、国民の権利擁護に寄与することを目的とする団体である。

## 概要
強制加入の団体である日本司法書士会連合会および各司法書士会が司法書士制度の維持発展をするために他の様々な団体も行っているような政治的な活動をすることは許されない。そのため日本司法書士会連合会および各司法書士会ができない政治的な活動を行うため、その趣旨に賛同した司法書士の任意団体として司法書士制度の維持発展のために活動している。強制加入制度のある他士業団体においても同様の組織が存在する。

## 沿革
1964年、第一次臨時行政調査会が、「司法書士制度は廃止の方向で検討する」という報道がなされたことに危機を抱いた、大阪司法書士会、東京司法書士会の有志が政治団体として政治連盟を結成した。翌1965年、日本司法書士会連合会第20回定時総会において、「司法書士政治連盟組織の早期実現化」を要望する緊急動議が可決されたことを受け、1969年、全国組織として「日本司法書士政治連盟」が結成された。以後、司法書士政治連盟が存在していなかった司法書士会において、政治連盟の組織化がすすめられ、1973年までに日本全国50の司法書士会において、それぞれの会員を構成員とした司法書士政治連盟が結成された。
上述のとおり、規約の上では「司法書士制度の維持発展」を目的としているが、実際には自由民主党の支持団体として機能しているとの批判が根強くあり、日本司法書士政治連盟への加入率は長期低落傾向にある。
なお、日本司法書士政治連盟の地方組織は各地の司法書士会事務局に同居しているところ、一部の地方組織では（別組織という体裁を取りつつも）自由民主党の職域支部を同居させている。
これにより強制加入団体である各司法書士会の事務局内に自由民主党支部（プロパー事務員はいない）があるという憲法上疑義のある状態が生じており、報道もされているが、未だ全廃には至っていない。

## 司法書士制度推進議員連盟
- 司法書士制度推進に賛同する国会議員の組織である。日本司法書士政治連盟と連携して活動している。